# Страсолдо (Удине)
Страсолдо је насеље у Италији у округу Удине, региону Фурланија-Јулијска крајина.
Према процени из 2011. у насељу је живело 707 становника. Насеље се налази на надморској висини од 9 м.